# Katarzyna Habsburg (1295–1323)
Katarzyna Habsburg (ur. jesienią 1295 w Styrii; zm. 13 lub 18 stycznia 1323 w Neapolu) – księżniczka austriacka, księżna Kalabrii.
Katarzyna była córką Albrechta I Habsburga i Elżbiety Tyrolskiej. Pierwotnie miała poślubić księcia brabanckiego Jana I Brabanckiego. W trakcie zabiegów o zbliżenie habsbursko-luksemburskie plany uległy zmianie. Katarzyna miała poślubić cesarza Henryka VII Luksemburskiego. Narzeczona była już w drodze, gdy władca nieoczekiwanie zmarł 24 sierpnia 1313. W końcu dzięki pośrednictwu szwagierki Izabeli Aragońskiej Katarzyna poślubiła w 1316 księcia Kalabrii Karola Andegaweńskiego. Poprzez ten związek król niemiecki Fryderyk Piękny chciał wzmocnić swoją pozycję we Włoszech.